# Зевин, Яков Давидович
Я́ков Дави́дович Зе́вин (9 (21) июня 1888, Краснополье — 20 сентября 1918) — российский революционер; занимал должность комиссара труда в период работы Бакинского Совета Народных Комиссаров (Бакинского Совнаркома, Баксовнаркома). Супруг бакинского комиссара просвещения Надежды Колесниковой.

## Биография

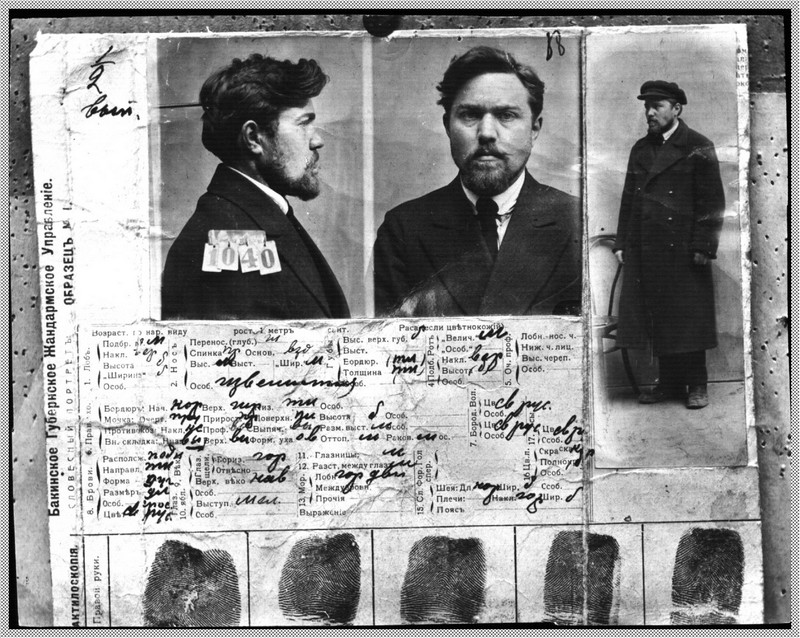
Зевин Я. Д. Жандармский снимок, 1918.

Родился в местечке Краснополье Могилёвской губернии, в еврейской семье, был старшим из шестерых детей. Отец был мелким торговцем. Члены семьи и окружающие звали его Янкл, а мать — Янеком. В 1896 году вместе с семьёй переехал в село Каменское (в 1936—2016 город Днепродзержинск). В возрасте 12-ти лет он окончил школу.
Начиная с 1904 года — член Российской социал-демократической рабочей партии (РСДРП). Сперва он был среди меньшевиков, но после порвал с последними и начал активно работать в большевистской организации. Вёл подпольную революционную работу в Екатеринославе, Баку и других городах. Неоднократно подвергался арестам, ссылкам (в Вологодскую, Архангельскую губернию и в Восточную Сибирь).
В 1911 году учился в партийной школе Лонжюмо, организованной В. И. Лениным под Парижем. Был делегатом 6-й (Пражской) конференции РСДРП (1912), представлял группу меньшевиков-партийцев. После конференции целиком стал на большевистские позиции.
В 1915 году — член Бакинского комитета большевиков. После Февральской революции 1917 года работал в Московском совете рабочих депутатов, выполнял поручения Московского окружного комитета РСДРП(б).
С августа 1917 года в Баку, в Союзе нефтепромышленных рабочих. Один из руководителей борьбы за установление Советской власти в Азербайджане. В Бакинском СНК (с апреля 1918 года) — комиссар труда; проводил в жизнь важнейшие мероприятия Советской власти в социальной сфере. После временного падения Советской Власти в Баку (31 июля 1918) был арестован.
Расстрелян белогвардейцами 20 сентября 1918 года в числе 26 бакинских комиссаров на 207-й версте между станциями Ахча-Куйма и Перевал (ныне — на территории Балканского велаята, Туркменистан). Жена и дети Зевина спаслись. Они за несколько дней до расстрела Якова попали на пароход, плывший в Астрахань. Зевин является прадедом по материнской линии Д. С. Пескова — российского государственного деятеля.

## Память
В 1923 году в честь Зевина была переименована улица Михайловская в Баку. В 1991 г. переименована в Инджасенет, а с 1995 г. носит имя Азиза Алиева.

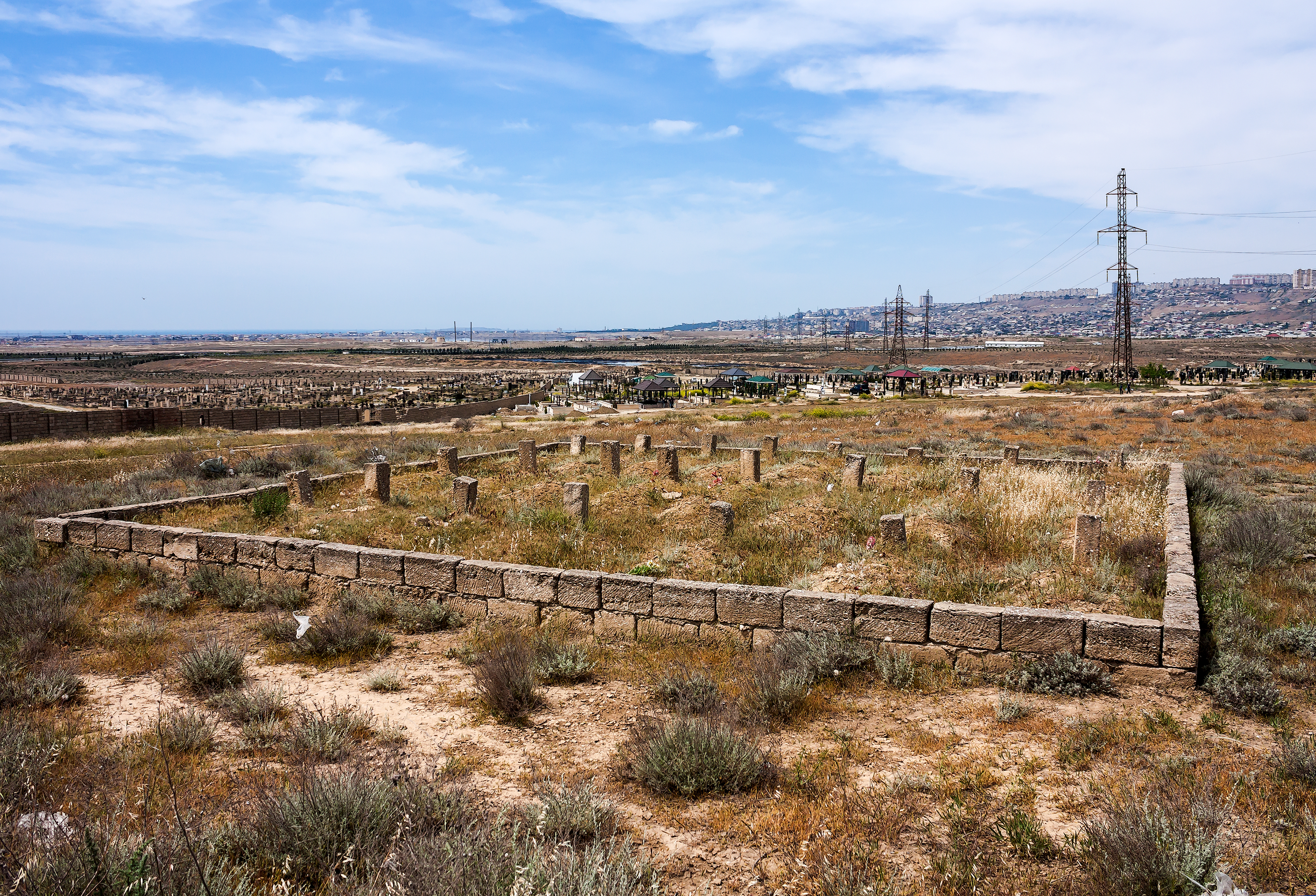
Могила 26 Бакинских комиссаров. Говсанское кладбище, 9 мая 2017 года